# Sergio Myers
Pour l’article homonyme, voir Myers.
Sergio Myers est un producteur, réalisateur, scénariste, directeur de la photographie et acteur américain de télévision. Il est né le 27 juillet 1969 à Charleston, en Caroline du Sud ( États-Unis). Il est aussi rappeur sous le nom de « PonyBoy » ou encore l'« Infame Houdene ».

## Biographie
Dans ses films, Sergio Myers a su apprendre à retranscrire la réalité. Grâce à sa notoriété, la chaîne Music Television lui a acheté une de ses séries (Sonory Life) sans en avoir vu le pilote.

En 2003, il s'est présenté aux élections de sénateur en Californie.

## Filmographie
- 1997 : Phenomenon : The Lost Archives (TV)
- 1998 : E! True Hollywood Story (TV)
- 1999 : Heaven's Gate: The Untold Story (TV)
- 2001 : Hollywood Digital Diaries (TV)
- 2002 : Ward 23
- 2002 : Sonority Life (TV)
- 2003 : Street Racer (TV)
- 2003 : Bill Clanton Project (TV)
- 2004 : Crash Test (TV)
- 2004 : 10 Things Every Guy Should Experience (TV)
- 2004 : Tripped Out : Ultimate Guy Vacation (TV)